# Затока Куріо
Куріо (англ. Curio Bay) — затока, що знаходиться недалеко від південного краю острова Південний в Новій Зеландії. Вона є своєрідним притулком для прекрасних пінгвінів (імовірно рідкісний вид) з 1600 пар, що гніздяться там. Також Куріо — місцеперебування для дельфінів Гектора і південних китів. Затока Куріо є однією з головних пам'яток узбережжя Катлінс.
В затоці виявлено скам'янілості, тісно пов'язані з сучасними рослинами агатисом тихоокеанським  і араукарією різнолистною, що були поховані під древніми потоками вулканічного бруду.